# 海闘士
海闘士（マリーナ）は、車田正美の漫画『聖闘士星矢』、およびそれを原作とする同名のアニメに登場する架空のキャラクターである。
なおポセイドン、ジュリアン・ソロは厳密には海闘士ではないが、便宜上、本記事で扱う。

## 概要
海皇ポセイドンを守る海の闘士たち。海皇が創造したとされる生物を模した防具「鱗衣（スケイル）」を纏い、その生物の名を称号とする。
聖闘士が修行によって能力・資格を得るのに対し、海闘士はすでに資質を持っている者が鱗衣に選ばれるため、修行は存在しない。ただし、カノンやアイザックのように聖闘士の修行を積むことで海闘士としての戦闘能力を備えた者や、クリシュナのように神話の闘士とは異なる形で能力を得た者も存在する。本項で述べる主要な海闘士以外にも多数の雑兵がおり、その戦力は青銅聖闘士と互角といわれる。また聖闘士と異なり武具の使用を禁じられていないため、クリシュナや雑兵など、武具を使う海闘士もいる。
ストーリー上は大水害で地上を滅ぼそうとする悪役であるが、彼ら自身は「心の穢れた人々で満ち溢れた地上を一度浄化し、ポセイドンの下で新たに清らな世界を創造する」という彼らなりの理想と信念に基づいて行動しており、特に海将軍はそのために自身の生命を投げ出す事をも厭わない高潔な人物が多かった。しかし結局はその理想をカノンの野望達成のために利用されていたに過ぎなかった。

## ポセイドン
- 海皇（かいおう）ポセイドン
- 声：阪脩

オリンポス十二神に名を連ねる大海の主神。神話の時代に地上の神の座をアテナから奪うべく史上初の聖戦を繰り広げた。第一次聖戦の際、大西洋上に巨大な城塞都市アトランティスを建造し、地上侵攻の前線基地とした。これが後世に伝承されるアトランティスである。その後もアッティカの土地を巡る争いなど、地上の覇権を巡ってアテナと何度も戦った末、数千年前にアテナの壷に封印された。それ以来アテナとの争いはなく、243年前の前聖戦時においてわずかに目覚めかけたときにも、特に争いは無かったという。
本編開始より13年前に双子座のカノンによって封印を解かれ、当時3歳のジュリアン・ソロの肉体に憑依し、十数年後のアテナとの戦いの機を狙って眠りに就くが、カノンによって地上と海の支配のための傀儡として利用されることになる。海底神殿で星矢の渾身の一撃を受けて完全に覚醒し、地上の人間を粛清しようと目論むが、アテナによって再び壷に封印された。なおアニメではヒルダたち神闘士を陰で操っていた存在でもある。
後のハーデス軍との聖戦において、封印の身でありながら再びジュリアンの肉体を借り、エリシオンで苦戦する星矢たちに黄金聖衣を送り届けた。タナトスからは、ポセイドンが自分の欲する地上をハーデスに渡さぬがためと言われたが、真意は不明。
オリンポス十二神として、神々の鎧である神衣（カムイ）を所持しているはずだが、ジュリアンの肉体を借りた状態では着用せず、ポセイドン自身の姿を模した鱗衣を纏っていた。神衣を使用しなかった理由は不明だが、このポセイドンの鱗衣こそが神衣だとする説もある。
映画『最終聖戦の戦士たち』にもジュリアンの姿で登場し、魔王ルシファーを介して地上に猛威を振るっている。同作では原作・アニメと異なり、魂が壷に封印されたのではなく、星矢たちに倒され魂が魔界に落ちた設定になっている。

### ジュリアン・ソロ
- ジュリアン・ソロ
- 年齢：16歳。身長：177cm。体重：59kg。誕生日：3月21日。血液型：O型。出身地：ギリシア。
- 声：難波圭一、小野大輔（ゲーム『ライジングコスモ』）

ギリシアの海商王ソロ家の若き継承者で、容姿端麗、頭脳明晰と社交界でも評判の青年。心優しい一面を持つが、相応の野心家でもある。16歳の誕生パーティの夜、城戸沙織に一目惚れしてプロポーズするが拒絶され、「欲しいものは全て自力で手に入れてきた」彼は大きなショックを受ける。同じ夜、人魚姫のテティスによってポセイドン神殿に招聘され、自らが海皇ポセイドンの化身であることを自覚、地上粛清に乗り出す。
神話の時代に地上を粛清した際、心の清かったノアの一族のみを箱舟に乗せて助けたが、現代においてはノアのように助けるに値する人間は1人もいないとし、全人類を粛清するために世界規模の大水害を巻き起こした。
なお全く無慈悲というわけでもなく、星矢達の前に立ち向かったシャイナに対しては積極的に危害は加えず、立ち去るように命じている。
ポセイドンは復活の際、代々ソロ家の一族の肉体を借りている。ポセイドンとして活動している際もジュリアンの人格と記憶は失っておらず、アテナに対しては神同士として接するとともに、ジュリアンと沙織としても会話していた。
ジュリアン自身そのものは特に何らかの戦闘訓練を受けている事は無く、体術や必殺技などを使うことはない。しかし神としての小宇宙は凄まじく、黄金聖闘士の血で強化された星矢たちの聖衣を眼光ひとつで粉々に砕き、手にした三叉の鉾からは強力な雷撃を放つ。また「天を仰いで唾する」の言葉通り、神である彼に対する攻撃はことごとく仕掛けた者へ跳ね返されることになる。
アテナの壷にポセイドンの魂が封印された後は、テティスに救われて地上へ帰還するが、海底神殿での全ての記憶を失っている。しかし罪業感は残っており、ソロ家の全財産を投げ打って洪水の被災者救済のための旅に出る。また、エリシオン編では一時的にポセイドンの魂が宿ることもあった。
原作では線が細く中性的な顔立ちに描かれているが、アニメ版ではOPでの作画をはじめ、より男性的に眼光も鋭く描かれている。また星矢が射手座の黄金聖衣の黄金の矢で一矢を報いた後に、ポセイドン本体が完全に目覚めた後からはさらに口調が荒くなり、眼光もさらに鋭く描かれ、小宇宙も完全に目覚めていないジュリアンの時とは比較にならないほどで、海界を全て覆うほどの強大さになっている。

## 人魚姫のテティス
- 人魚姫（マーメイド）のテティス
- 年齢：15歳。身長：165cm。体重：52kg。誕生日：11月21日。血液型：O型。出身地：デンマーク。
- 技：デストラップコーラル（※アニメ版のみ）
- 声：鶴ひろみ、花澤香菜（ゲーム『ライジングコスモ』）

ポセイドンの側近のような存在の女海闘士。ジュリアンに、彼がポセイドンの化身であることとポセイドン軍の存在を教え、海底神殿へ導いた。主に敏捷性を生かした諜報活動で活躍し海闘士としての戦闘能力はさほど高くなく、貴鬼がサイコキネシスで浮かべた多くの岩石を粉砕し首をつかんで捕まえて軽くあしらったが、シャイナが本当に一撃で倒すつもりで放ったサンダークロウの前に敗れた。
その正体は、かつて幼いジュリアンに助けられた美しい色の魚が、恩義のために海闘士として化身した姿であった。海底神殿が崩壊する中、ジュリアンを地上へ送り届け、魚に戻り海岸で力尽きた。その亡骸は、ジュリアンの手で海へと還った。
アニメ版における正体は伝説の人魚そのもの。ジュリアンを地上に送り届けた後、海へ戻っていった。
劇中、貴鬼から「半魚人、タコ、イカ、ヒラメ、アンコウ」と揶揄されて怒る場面が存在する。原作では台詞と後のコマにタコが描かれている程度であったが、アニメ版では台詞に合わせてタコやイカが次々と出現して彼女の周りを泳ぎ回り、振り払うと慌てて退場するというギャグテイスト溢れる演出となっていた。

## 海将軍
海将軍（ジェネラル）は大海を支える7本の柱を守護する7人の海闘士。七将軍とも呼ばれる。黄金聖闘士に匹敵、あるいはそれ以上の力を持つとされる。その鱗衣の硬度も黄金聖衣に匹敵すると作中で語られたものの、実際には星矢たちの渾身の攻撃で破壊されたことから、その表現は誇張とも見られている。

### 海龍のカノン
- 海龍（シードラゴン）のカノン
- 声：曽我部和恭（TV版）、置鮎龍太郎（OVA『冥王ハーデス編』以降の関連作品）、羽多野渉（中国版『聖闘士星矢 ライジングコスモ』）

詳細は双子座のカノンの項を参照。北大西洋の柱を守護。カノンはポセイドンから海龍の鱗衣を着用する許可を得ただけで、本当の海龍の海闘士ではない。本来シードラゴンの鱗衣をまとうべき海闘士がどうなったのか、またそれ以前に存在していたのかなどは原作・アニメ共に不明である。

### 海魔女のソレント
- 海魔女（セイレーン）のソレント
- 年齢：16歳。身長：178cm。体重：75kg。誕生日：9月10日。血液型：A型。出身地：オーストリア。
- 技：デッド・エンド・シンフォニー、デッド・エンド・クライマックス
- 声：塩屋翼、小林裕介（ゲーム『ライジングコスモ』）

南大西洋の柱を守護。歌声で旅人を惑わして死に至らしめたというセイレーン同様、自らも横笛の音色で相手の小宇宙を奪う技を使う。その音色は相手の脳に直接響き、鼓膜を破っても防ぐことはできない。また笛の音は物理的破壊力も備え、黄金聖闘士の血で強化された聖衣をも砕く。カノンも一目おき、黄金聖闘士レベルの使い手でも苦戦は避けられない。
海闘士七将軍、第一の刺客として、聖域の闘いで傷ついた青銅聖闘士を抹殺すべく日本にやってくるが、そこで牡牛座のアルデバランと激突。闘法の相性から戦闘を優位に進めるが、その場に居合わせた沙織の命令に逆らえず、彼女を海底神殿へと案内する。このことが、彼が地上粛清を過ちと気づく契機となった。
アテナ軍との闘いを、神の名のもとに地上を粛清して善人のみの理想郷を築くためと信じており、その覇業を代行するシードラゴンに対しては以前から不信感を抱いていた。瞬と対峙し、デッド・エンド・シンフォニーで聖衣を砕き追い詰めるが、彼の切り札ネビュラストームで逆転負けを喫する。それでも生存しており、シードラゴンことカノンの真の企みを知った後、すべての闘いは無意味として、天秤座の聖衣を運んでいた貴鬼を北大西洋の柱へ導き、海底神殿崩壊の手助けをした。さらに自分達の理想を汚したカノンを粛清しようとするが、ポセイドンを封じるアテナの壺の在処をカノンに問いただそうとする一輝に制止された。アテナの愛を通じて地上はまだ希望が残されていることを悟り、自ら闘いを放棄して神殿を去った。本来は音楽学の学生であり、決戦後はジュリアンと共に償いの旅をしている。
アニメ版では、アスガルド編の終盤に登場。アテナを倒し代わりに地上を支配する役目をヒルダに命じ、ヒルダの指にニーベルンゲン・リングをはめたのはポセイドンであることを明かした。彼女とジークフリートを海底神殿へ招聘しようとするが、本来の敵を自覚したジークフリートの捨て身技によって撤退を余儀なくされた。しかしポセイドン編で瞬が対峙した際に、ジークフリートに大量のセイレーンの幻影を見せて技を振りほどき、デッド・エンド・シンフォニーで倒し宇宙空間に突入する直前で脱出し生還していたことが判明する（一方で捨て身の攻撃をしてきたジークフリートに対し手刀で心臓を貫いたり、ポセイドン編では瞬を横笛で殴るなど荒々しい行動もしている）。
アテナ軍とハーデス軍との聖戦において、ジュリアン共々再登場する。海闘士だった時の記憶は残っており、エリシオンの星矢達に黄金聖衣を届ける為にポセイドンが一時復活したのを見届け、聖闘士達の健闘を祈った。

### 海馬のバイアン
- 海馬（シーホース）のバイアン
- 年齢：18歳。身長：181cm。体重：78kg。誕生日：5月7日。血液型：A型。出身地：カナダ。
- 技：ゴッドブレス、ライジングビロウズ
- 声：速水奨、三木眞一郎（ゲーム『ライジングコスモ』）

北太平洋の柱を守護。攻撃・防御ともに高い能力を備えており、息吹で敵を吹き飛ばすゴッドブレスや、腕の旋廻で巻き起こす空気の防御壁など、気流を操る闘技に長ける。その独自の戦法は、他の海将軍からも神技と賞されていた。
星矢と対峙し、当初は彼を海面まで吹き飛ばすなど全く寄せ付けず、星矢からも黄金聖闘士に匹敵すると評された。しかし星矢は黄金聖闘士の血で強化された聖衣に守られていたため致命傷を与えられず、同様の防御法の使い手である蜥蜴星座のミスティとの戦闘経験から防御壁の仕組みを看破され、黄金聖闘士には及ばないと先の評価を撤回され、次第に追い詰められて最後はペガサス彗星拳で倒された。

### スキュラのイオ
- スキュラのイオ
- 年齢：17歳。身長：180cm。体重：71kg。誕生日：3月2日。血液型：AB型。出身地：チリ沖・サンフェリクス島。
- 技：イーグルクラッチ、ウルフズファング、クインビーズスティンガー、サーパントストラングラー、バンパイアインヘイル、グリズリースラップ、ビッグトルネード
- 声：二又一成、保志総一朗（ゲーム『ライジングコスモ』）

南太平洋の柱を守護。美女の上半身と6体の獣の下半身を持つ海の魔物スキュラの如く、その鱗衣にはワシ、オオカミ、ハチ、ヘビ、コウモリ、クマの6体の獣の力を宿している。6種類の聖獣拳を操り、戦況や相手に応じて多彩な技を自在に使い分けて闘う。
瞬と対峙し聖獣拳で圧倒するが、「望みの技でとどめを刺す」と称して手加減をしていた。そのため、2回目に放った技の全てに対応して変化したアンドロメダチェーンにより6聖獣を模した鱗衣を全て破壊され、拘束されてしまうが、チェーンを引きちぎり切り札のビッグトルネードで瞬を打ち倒す。だが再び立ち上がった瞬の小宇宙と、黄金聖衣に限りなく近づいた聖衣にはビッグトルネードも通じず、再度ゴールドと化したチェーンで束縛される。
忠義に厚い男で、南太平洋の柱が天秤座の双節棍で破壊される時も、鱗衣を砕かれチェーンで縛り上げられた戦闘不能の身でありながら、貴鬼が届けた天秤座の黄金聖衣のツインロッドで瞬が柱を壊そうとした際に、身を挺して柱を守ろうとし、ツインロッドごと柱に打ち付けられ、完全に倒された。最後は、瞬が命がけで砕こうとしたように自分も命がけで守っていたと語り、また追い詰めながら甘さを断ち切れなかった瞬に、戦いは非情でなければならないことを教え、息絶えた。
なお玩具『聖闘士聖衣大系』ではスキュラに「海聖獣」との漢字表記がついている。

### リュムナデスのカーサ
- リュムナデスのカーサ
- 年齢：21歳。身長：168cm。体重：49kg。誕生日：8月19日[注 6]。血液型：O型[注 6]。出身地：ポルトガル。
- 技：サラマンダーショック
- 声：キートン山田、飛田展男（ゲーム『ライジングコスモ』）

南氷洋の柱を守護。人の声を真似ることで人間を騙して溺死させたという水の魔物リュムナデス同様、人を自らの領域に引きずり込み、相手が大事に想う人間の姿形、声、精神など内面まで完璧に似せた幻影を作り出し、油断させつつ攻撃する卑劣漢。その徹底して手段を選ばないやり方から「七将軍の中でも最も恐るべき男」とカノンやソレントにも認められていた。
その能力で星矢・氷河・瞬を倒すが、愛する者の前でも非情に徹する一輝の前に倒れる。だが死の寸前まで一輝を倒そうとすべく文字通り死力を尽くし、一輝が最も大切に想う者（エスメラルダ）を見つけるが時既に遅く、あと少しのところで力尽きてしまう。今際の際で一輝に対し、愛や涙を捨て去ったと称しながらも結局は捨てきれない甘さを皮肉りつつ息絶えた。なお鳳凰幻魔拳によって見せられた幻の中で、カーサ自身が最も大事に想う人物は、自分自身であった。
なお玩具『聖闘士聖衣大系』ではリュムナデスに「海幻獣」との漢字表記がついている。また、漫画、アニメ、ともに兜を脱いだ姿が描かれなかったため、玩具化にあたり車田監修の下で新たに素顔がデザインされた。

### クラーケンのアイザック
- クラーケンのアイザック
- 年齢：14歳。身長：174cm。体重：60kg。誕生日：2月17日[注 6]。血液型：B型[注 6]。出身地：フィンランド。修行地：ロシア・東シベリア。
- 技：オーロラボレアリス
- 声：中尾隆聖、上村典子（幼少期）、前野智昭（ゲーム『ライジングコスモ』）

北氷洋の柱を守護。かつては聖闘士の候補生で、氷河の兄弟子にあたる。修行時代の実力は氷河を凌ぎ、氷河もアイザックこそが白鳥星座の聖闘士になるべき男と認めていた。しかし、海中に眠る母親に会おうとして急流に巻き込まれた氷河を救い、その際に負傷し左目を失ったうえ、力尽き海の底へと沈んだ。そこをクラーケンに救われ、ポセイドンの覇業に共感して海闘士となった。
正義感が強く猛々しい性格で、師であるカミュ（アニメでは水晶聖闘士）の教え通り、悪に対してはクールに徹し微塵の情けもかけずに討つと明言する。氷河との戦いの中ではクールに徹しきれなかったカミュの姿勢、死に様も批判した。海の怪物と恐れられながら善人は襲わなかったと伝えられるクラーケンに憧れ、その強大さを身につけることを目標としており、海将軍となってからは地上を救うには一度全て破壊するべきと考え、非情を貫く決心をする。
北氷洋の柱の前で氷河と再会し、命を救ってもらった罪の意識に苛まれる氷河をオーロラボレアリスで打ち倒す。しかし、大義のためクールに徹することを決めた氷河の反撃を受け、最後は師匠カミュの技であったオーロラエクスキューションを受けて倒された。そして死の間際、ようやく氷河と心を通い合わせた。アイザックはこの戦いがポセイドンの意思によって始められたものではなく、別の者が聖闘士たちを全滅させるために仕掛けたことに気付いていたらしく、それを氷河に伝えて力尽きた。
『聖闘士星矢DESTINY』ではアテナ軍との戦いの前、自身がかつて水瓶座カミュの弟子として修行を受けた経験から、指揮を執るシードラゴンから聖闘士の小宇宙を感じたため何者か正体を問う。その後、彼の放つギャラクシアンエクスプロージョン（加減はされていた）を相殺した事で一目置かれ、シードラゴンの正体を明かされる。
なお玩具『聖闘士聖衣大系』ではクラーケンに「海魔人」との漢字表記がついている。また、ゲーム『聖闘士星矢 ブレイブ・ソルジャーズ』『聖闘士星矢 ソルジャーズ・ソウル』では、ダイヤモンドダストを使用できる。

### クリュサオルのクリシュナ
- クリュサオルのクリシュナ
- 年齢：19歳。身長：187cm。体重：80kg。誕生日：8月10日。血液型：B型。出身地：セイロン島。
- 技：フラッシングランサー、マハローシニー
- 声：佐藤正治、日野聡（ゲーム『ライジングコスモ』）

インド洋の柱を守護。黄金の剣を持ち勇名を馳せたポセイドンの子クリュサオル同様、あらゆる邪悪を貫く黄金の槍（ゴールデンランス）の使い手。この槍は龍星座の盾をも容易に貫く上、神の力でも折れないと豪語している。また、槍や鱗衣がなくても宇宙エネルギー・クンダリーニ（聖闘士が「小宇宙」と呼ぶもの）を活用した強力な結界を張ることが可能。このクンダリーニは全身にある7つのチャクラから発せられるといい、これは聖闘士でいう星命点にあたる。
最強を誇る龍星座の盾を黄金の槍で薄紙のように貫き、紫龍を圧倒する。しかし黄金聖衣に限りなく近づいた盾は貫くことができず、山羊座のシュラの魂に導かれて紫龍が繰り出した聖剣（エクスカリバー）によって槍を折られ、鱗衣も同時に断ち割られる。なおもクンダリーニの力で紫龍を苦しめ、必殺の奥義であるマハローシニーで彼の視力を奪うが、紫龍が究極まで高めた小宇宙で急所のチャクラを見破ることに成功、聖剣で全身のチャクラを一刀両断され、相討ちの形で倒れる。カノンはクリシュナの敗北を確認した際に「クリシュナほどの男までが敗れるとは」と口にし、カーサも「残るドラゴンもクリシュナが相手では無事ではすむまい」と明言するなど、その実力は海将軍の中でも高く評価されていた。
非常に高潔な人物であり、この戦いを汚れきった地上を浄化して新たな時代を築くためのものと信じている。また、紫龍を敵でありながらも勇士と認め、それにふさわしい最期を与えようとしていた（原作では最初、紫龍を名を聞くに値しない相手とみなしていたが、盾を貫かれ深手を受けつつ立ち上がる闘志に敬意を表して名を問うた）。
なお玩具『聖闘士聖衣大系』ではクリュサオルに「海皇子」との漢字表記がついている。

## 関連用語
鱗衣（スケイル）
海闘士が身に纏う鎧状の防具。名称は魚類などの鱗(scale)に由来する。
※原作では述べられていないが、設定では全能の神ゼウス失踪後の覇権争いである第一次聖戦のために作られた防具。その象徴する姿はポセイドンが創造した神話の獣、怪物、人物がモチーフとなっているが、これは鱗衣の姿が後に伝承として神話に登場する怪物となったとする説がある。この鱗衣に対抗して創られたのが、聖闘士が身に纏う聖衣である。アテナ軍と異なり、雑兵たちにも鱗をあしらった鱗衣が与えられている。
海底神殿
ポセイドンにより支配される海の聖域。地中海の海底を突き抜けた空間に広がっており、地上同様に空気があり、地上同様に行動できる。海はこの世界の頭上に空のように広がっており、北大西洋（ノースアトランティック）、南大西洋（サウスアトランティック）、北太平洋（ノースパシフィック）、南太平洋（サウスパシフィック）、北氷洋、南氷洋、インド洋の7つの大海の柱で支えられている。これらが破壊されれば海底神殿も崩壊に至るが、柱自体が非常に強固であり、聖闘士の力でも素手では傷ひとつつけることができない。星矢たちは天秤座の聖衣を武器として使用し、これらの柱を破壊した。
メインブレドウィナ
海底神殿（ポセイドン神殿は地上と海底の2箇所にある）の奥にある、大黒柱ともいうべき最も重要な柱。7本の柱以上に強固であり、7本の柱を全て破壊しない限り、このメインブレドウィナを破壊することはできない。アテナ沙織は、全世界に降り注ぐ雨を代わりに受けるため、この中に入った。またカノンはポセイドンの魂を封印することができるアテナの壺をメインブレドウィナの中に隠していた。7本の柱を全て砕いた後に天秤座の武器を使っても全く通用しなかったが、最後は星矢たちの総力により破壊され、海底神殿も崩壊した。